# Цойль
Цойль (Zeuhl) — стиль прогресивного року, що виник у Франції в 1960-х роках. Домінік Леоне каже, що стиль є «про те, що ви очікуєте від рок-опери прибульців, він звучить як масові, хорові співи, войовничі, повторювані перкусії, раптові сплески імпровізацій і несподівані провали в моторошний, мінімалістський транс-рок.»
Термін походить з Кобаян, спеціальної мови, що була вигадана Крістіаном Ванденром, лідером гурту  Магма. Він сказав, що це слово означає «небесний»; що «музика Zeuhl» означає «вібраційна музика» і «Цойль — це також звук, який ви можете відчувати вібруючим у вашому животі, промовляючи слово „цойль“ дуже повільно».

## Походження
Варто вважати, що вперше в музиці характерні особливості жанру Цойль прозвучали 1937 року у вступній та фінальній частинах опери Карла Орфа "Карміна Бурана" - O Fortuna.

## Характерні особливості
- Т. н. галопуючий бас.
- Циклічність мелодій.
- Короткі швидкі музичні фрази .
- Гіпнотизуючі (часто, хорові) вокали.
- Потужні маршові аранжування.
- Поліфонія.
- Характерне («цойлівське») звучання інструментів.
- Тексти на неіснуючих мовах.
- Фантастична і апокаліптична тематика.

## Найвідоміші представники жанру
- Magma (Франція)[5]
- Happy Family (Японія)[6]
- Kōenji Hyakkei (Японія)[7]
- Ruins (Японія)[8]
- Zao (Франція)[9]

## Поширення в світі
Назва жанру початково стосувалась виключно до музики Магми, але згодом термін «zeuhl» став більш поширеним, з появою гуртів-послідовників Магми, починаючи з 1970-х років. Особливого розвитку жанр здобув у Японії.

### Франція
- Magma[11]
- Rialzu[12]
- Taylor's Universe (лише альбом 2009 — Return Whatever)[13]
- Zao[14]
- Z.O.U[15]
- VAK[16]
- Seamus[17]
- Potemkine[18]
- Scherzoo[19]
- Serge Bringolf's Strave[20]
- Laurent Thibault[21]
- Jean-Claude Camors[22]
- Setna[23]
- Shub-Niggurath[24]

### Японія
- Le Silo[25]
- Sekkutsu Jean[26]
- Amygdala[27]
- Bondage Fruit[28]
- Koenjihyakkei[29]
- Zletovsko[30]
- Daimonji[31]
- Ruins[32]
- Happy Family[33]

### Італія
- Runaway Totem[34]

### Фінляндія
- Dai Kaht[35]